# Rådet for Sikker Trafik
Rådet for Sikker Trafik är en privat dansk organisation som arbetar för att öka trafiksäkerheten. Medlemmarna i rådet är dels offentliga myndigheter och dels privata organisationer. Rådets arbete omfattar bland annat informationskampanjer och broschyr omtrafik. Rådet driver sedan 1970 Børnenes Trafikklub

## Historia
Rådet startades 8 september 1935 av bland annat Svend Bergsøe. Innan starten hade Bergsøe stått för diverse folkliga trafiksäkerhetsåtgärder i Köpenhamn, bland annat för att öka cyklars synlighet. 1939 gick staten in och stöttade rådets informationsverksamhet ekonomiskt.
1970 startades Barnens Trafikklub inriktad till barn mellan 3 och 6½ år då barnen varje halvår fick information inriktad till sin åldergrupp. Hälften av barnen i målgruppen var med i Trafikkluben. Orsaken till succén var att antalet skadade barn i trafiken ökat starkt under 60-talet. 
2009 bytte rådet namn från Rådet for Større Færdselssikkerhed till Rådet for Sikker Trafik, för att modernisera språket i namnet. 

## Medlemsorganisationer
- 3F Fagligt Fælles Forbund
- BUPL, ett fackligt förbund
- Danmarks Lærerforening
- Dansk Cyklist Forbund
- Falck Danmark A/S
- Forsikring & Pension, en branchorganisation.
- Forenede Danske Motorejere
- Skole og Samfund
- Ældre Sagen, arbetar för äldres intressen.

### Offentliga
- Frederiksberg kommun
- Færdselsstyrelsen
- Justitsministeriet
- Kommunernes landsforening
- Rigspolitiet
- Sundhedsstyrelsen
- Transport- og Energiministeriet